# Vipas
Der Vipas (Sanskrit, विपाश, vipāś), der „breite und schöne“, ist einer der mythischen sieben vedischen Flüsse (Sapta Sindhu).

## Veden
Die Veden beschreiben den Vipas als einen Nebenfluss des Sindhu. Das Sanskrit-Wort Sindhu bedeutet Fluss, Strom oder Ozean. Der Vipas entsprang in den Bergen und floss nach den Veden parallel zur Sutudri, „wie zwei helle Kühe, die ihr Kalb lecken“. Der Sutudri war ein Nebenfluss des Vipas. Vishvamitra, einer der größten Rishis, soll laut Rigveda Sutudri und Vipas mit einem Karren und einem Streitwagen (Ratha) in der Nähe ihres Zusammenflusses überquert haben, nachdem er zu den Flüssen um eine Furt gebetet hatte. Ushas, die Göttin der Morgenröte, fällt in die Vipas, nachdem Indra ihren Wagen zerstört.

## Nirukta
Nach dem Nirukta, einem klassischen Werk der vedischen Etymologie, hieß der Strom ursprünglich Uranjira oder Arjikia. Den Namen Vipas erhielt er wegen eines der Selbstmordversuche des Vasishta, einer der großen 'Sieben Rishis' (Sapta Rishis), der sich mit gebundenen Armen in den geschwollenen Fluss geworfen hatte, der ihn jedoch ungefesselt (vipasa) zurückwarf.

## Heutige Zuweisungen
Heute wird der Sindhu mit dem Indus, der Vipas mit dem Beas (Biyas) gleichgesetzt. Ob der Sutudri dem Sutlej entspricht, der sonst Satudri genannt wird, ist umstritten, Oldham plädiert für eine Gleichsetzung mit dem Chukki, einem Nebenfluss des Beas. Die Identifikation der vedischen Flüsse ist jedoch stark politisch aufgeladen, da sie in der Diskussion um die Herkunft der Arier (autochthon oder eingewandert) eine Rolle spielt.